# Isprani (1995.)
Isprani je hrvatska drama iz 1995. godine. Drugi je dugometražni film koji je režirao Zrinko Ogresta. Radnja se vrti oko mladog para (Katarina Bistrović-Darvaš, Josip Kučan) koji ima problema naći mjesto gdje bi mogli biti nasamo kako bi bili intimni. 
Film je 1996. osvojio Prix Italia na najstarijem i najuglednijem svjetskom televizijskom festivalu kao najbolji film u kategoriji igranih djela.
Osvojio i 6 nagrada na Festivalu igranog filma u Puli: za najbolji film, režiju, glavnu glumicu (Bistrović-Darvaš), glavnog glumca (Šovagović), sporednog glumca (Nadarević) i montažu.

## Radnja
Jagoda je mlada studentica u svojim 20-ima koja živi u malom, skučenom stanu u Zagrebu zajedno sa svojom siromašnom obitelji; bolesnom i mrzovoljnom majkom i depresivnim ocem. Osjeća se skučenom i čezne za par trenutaka mira i privatnosti za sebe. Frustracija se samo povećava činjenicom što ima dečka, Zlatka - no nema mjesta gdje bi mogla spavati s njim.
Istodobno, njen brat Tukša se opija i životari po kafićima čekajući danima da se njegova ljubavnica, inače udana žena, odluči želi li ostati s njim ili sa suprugom. Jagoda i Zlatko pokušavaju naći mjesto za malo intimnosti, pa tako otiđu u vojnu bazu, otrcani stan pa i u šumu, no uvijek ih netko prekine. Kada on napokon pronalazi stan, ona prekida vezu s njim i natjera brata da prestane uzaludno čekati u kafiću.

## Glume
- Katarina Bistrović-Darvaš - Jagoda
- Filip Šovagović - Tukša, Jagodin brat
- Josip Kučan - Zlatko
- Mustafa Nadarević - otac
- Ivo Gregurević - Ivo
- Božidarka Frajt - majka
- Božidar Orešković

## Kritike
Kritike filma su bile uglavnom pohvalne. Damir Radić je zapisao:
"U svom drugom filmu “Isprani” (Zrinko Ogresta) krenuo je, pak, tragom nekadašnjeg crnog vala u mekšoj varijanti, a ta solidna socijalnokritička priča o seksualno i socijalno frustriranom mladom paru bila je dostatno opora da izazove ljutnju samog Franje Tuđmana zbog depresivnog prikaza hrvatskog aktualiteta, osobito branitelja. No stvarni problem “Ispranih” bila je očita neautentičnost dijelova nižestaleškog miljea kojim se autor pozabavio (npr. radnici u filmu govorili su književnim standardom), te završnica opterećena teškim simbolizmom."
Daniel Rafaelić je za Filmski leksikon zapisao:
"Tematski i stilski kompatibilan s dramaturškim te društvenokritičkim tendencijama u istočnoeuropskom filmu 1980-ih i 1990-ih, film dotiče brojne društvene probleme iz razdoblja svojeg nastanka – naglu pauperizaciju, problem PTSP-a, alkoholizam, ovisnost o automatima za igru. Prikaz tih problema nema, međutim, veće analitičnosti kao ni izravnog zahvaćanja dubinskih poremećaja hrvatskog društva, a često pretjerano dotjerani i duži dijalozi priječe uvjerljivost socijalne dimenzije te sporadično ometaju, inače solidan, ritam. Vizualno kultivirano ostvarenje, vrlo solidne režije, unatoč scenarističkim površnostima i pojedinim prenaglim dramaturškim rješenjima, spada među uspjelije filmove nastale nakon osamostaljenja Hrvatske."

## Vanjske poveznice
- Isprani u internetskoj bazi filmova IMDb-a
- Isprani  Arhivirana inačica izvorne stranice od 18. srpnja 2009. (Wayback Machine) na Filmski.net